# Philippe Van Haute
Philippe Van Haute (* 25. Oktober 1957 in Löwen; † 5. November 2022 ebenda) war ein belgischer Psychoanalytiker und Philosoph. Er war Autor mehrerer Bücher über die Bedeutung der Psychoanalyse für die Philosophie, außerdem Professor für philosophische Anthropologie an der Radboud Universiteit Nijmegen (Niederlande). Van Haute machte die Theorie von Jacques Lacan in den Niederlanden bekannt.

## Leben
Philippe Van Haute studierte Philosophie und Psychoanalyse an der Katholieke Universiteit Leuven (Belgien), promovierte dort 1989 und erhielt seine erste Stelle in Tilburg. Von 1994 bis 2022 war er Professor an der Radboud-Universität Nijmegen. Er war Mitbegründer des belgisch-niederländischen Zentrums für Psychoanalyse und philosophische Anthropologie.

## Schriften
- Seduction, Suggestion, Psychoanalysis. University Press, Löwen 2001.
- Against Adaption. Lacan’s conversion of the Subject. Other Press, New York 2002.